# 亚历山大·科罗布科夫
亚历山大·安德烈耶维奇·科罗布科夫（俄语：Алекса́ндр Андре́евич Коробко́в，1897年6月20日—1941年7月22日）曾担任前苏联军事指挥官，苏德战争时期任第4集团军司令，因于比亚韦斯托克-明斯克战役失利而被处决。